# Gagi Margvelashvili
Gagi Margvelashvili (in georgiano გაგი მარგველაშვილი?; Tbilisi, 30 ottobre 1996) è un calciatore georgiano, difensore dell'Oakland Roots.

## Carriera

### Club
Ha giocato nella prima divisione georgiana ed in quella macedone.

### Nazionale
Ha giocato nelle nazionali giovanili georgiane Under-17, Under-19 ed Under-21.

## Palmarès

### Club

#### Competizioni nazionali
- Campionato georgiano: 1

Saburtalo Tbilisi: 2018
- Coppa di Georgia: 1

Saburtalo Tbilisi: 2019
- Supercoppa di Georgia: 1

Saburtalo Tbilisi: 2020